# Ramara
Ramara es un municipio canadiense situado en la provincia de Ontario.

## Superficie
Ramara tiene una superficie de 414,94 km².

## Demografía
En 2021, tenía 10 377 habitantes, una densidad poblacional de 25 hab./km², y 6166 viviendas.